# مسجد مورتوزى موختاروف
مسجد مورتوزى موختاروف (بالأذرية: Murtuza Muxtarov məscidi ) - هو مسجد بمآذنين واقعة في قرية أميرجان في شارع واقف، لمحافظة سوراخاني عاصمة باكو في أذربيجان.

## تاريخ المسجد
كان البدء في بناء مسجد مورتوزى موختاروف في عام 1901 من قبل سكان أميرجان. ومع ذلك، بسبب الصعوبات المادية، تم تعليق بناء المسجد.
التجأ السكان للحصول على المساعدة إلى قطب المليونير النفط، وهو مواطن ومحسن ومن قرية مورتوزى موختاروف.
مختاروف مهتم ببناء مسجد ودعا العديد من المهندسين المعماريين لتوفير المشاريع.
تولى مورتوزى موختاروف جميع تكاليف بناء المسجد.
تم بناء المسجد وفقًا لتصميم المهندس المعماري زيفار باي أحمدبايوف، في عام 1908.

## عن المسجد
يحتوي المسجد على مئذنتين بارتفاع 47 مترا لكل منهما. في كل مئذنة 140 سلم. في الطابق الثاني الغرفة الخاصة للنساء.
أعطى مختاروف لهذا المسجد القرآن الذي تم جعل بأمره في إسطنبول أثناء بناء المسجد. النصوص في هذا القرآن مكتوبة بالذهب، والقرآن نفسه يزن 25 كجم.
اليوم يتم الاحتفاظ هذا الكتاب في المسجد باعتباره بقايا.
و صلى مورتوزا مختاروف نفسه في هذا المسجد.
حتى الوقت الحاضر قبر مورتوزى موختاروف يقع في فناء المسجد.
يحتوي المسجد على مدخلين، قبة واحدة و 16 نافذة.
بالإضافة مكتوبة على الجانبين الأيمن والأيسر للمسجد تحيات إلى الأنبياء باللغة العربية.

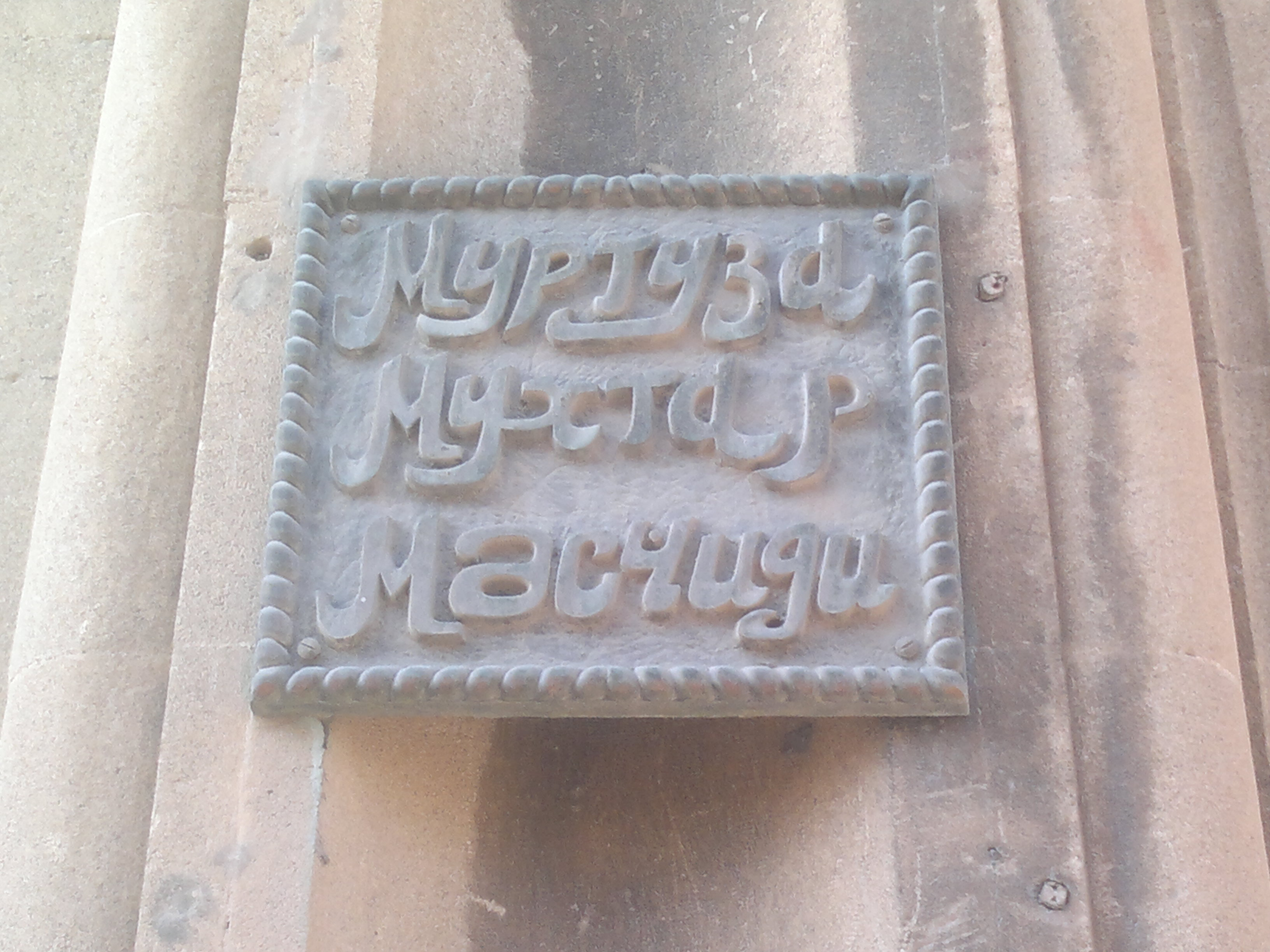
أسم مسجدمورتوزى موختاروف بأذرية